# عمادالدین باقی
عمادالدّین باقی (زادهٔ ۵ اردیبهشت ۱۳۴۱) تاریخدان، پژوهشگر و نویسنده در حوزه حقوق بشر و دین، زندانی سیاسی سابق و فعال حقوق بشر وروزنامه‌نگار منتقد در جمهوری اسلامی ایران است. وی رئیس و بنیان‌گذار «انجمن دفاع از حقوق زندانیان»، و نویسنده کتاب درسی تاریخ معاصر دبیرستان‌های ایران در اواخر دهه هفتاد است. کتاب پرفروش او «تراژدی دمکراسی در ایران» و چندین کتاب دیگرش در ایران توقیف شده‌اند.

## زندگی
عمادالدّین باقی فرزند حبیب‌الله زاده ۵ اردیبهشت ۱۳۴۱ است. پدر و تبار پدری او متعلق به شهرضا و مادر و تبار مادری او متعلق به اصفهان هستند. او در سن هجده سالگی با فاطمه کمالی احمدسرایی ازدواج کرد. خطبه عقد این دو را سید روح‌الله خمینی خواند.
عمادالدین باقی دارای سه دختر است که دومین و سومین فرزندش در شهر قم متولد شدند. پیش از انقلاب، عمادالدین باقی همراه با سیدرضا رزمگیر (حسینی امین) در یک مدرسه علمیه در شوش نیز به تحصیل ادبیات عربی و منطق و دروس مقدماتی حوزه علمیه مشغول بود؛ و از اواخر سال ۱۳۶۱ تا پایان ۱۳۶۹ در قم به ادامه تحصیل پرداخت. وی در فاصله سال‌های ۱۳۶۰ تا ۱۳۶۳ دو بار از خطر ترور توسط عوامل سازمان مجاهدین خلق ایران جان سالم بدر برد.
عمادالدین باقی، از فعالان و انقلابیون نسل اول است و در دوره آغازین تشکیل سپاه پاسداران انقلاب اسلامی حدود دو سال و نیم عضو دفتر سیاسی یا در امور پژوهشی و آموزشی بود و به دلیل دیدگاه‌هایی که در کلاس‌های درس مطرح می‌کرد و همچنین طی مقالاتی در روزنامه اطلاعات در فاصله شهریور تا مهر۱۳۶۲و کتاب، منتشر شده بود در پایان سال ۱۳۶۲ او را مجبور به استعفا دادن کردند که روزنامه کیهان بارها به عنوان اخراج از آن یاد کرده‌است؛ و این مدت نیز جزو دوره خدمت سربازی او به‌شمار رفت او به مرور زمان اندیشه‌های تازه‌ای پیدا کرد و از اواخر دهه ۶۰ به تدریج منتقد آثار و افکار پیشین خود شد

## تحصیلات
عمادالدین باقی در سن ۱۶ سالگی در درس‌های هفتگی استاد جعفر سبحانی در مدرسه چهل ستون بازار شرکت می‌کرد. تحصیلات حوزوی تا درس خارج و شرکت کوتاه مدت در درس خارج آیت الله منتظری- فوق لیسانس جامعه‌شناسی از دانشگاه علامه طباطبائی- که اجازه ادامه تحصیل در سطوح بالاتر به او داده نشد- تخصص تحقیقاتی در حوزه تاریخ ایران، مقطع تاریخ انقلاب اسلامی که بخشی از کتاب‌هایش نیز در همین زمینه است. بخش دیگری از کتاب‌ها و مقالات او به خصوص در دهه سوم و چهارم نویسندگی اش در زمینه حقوق بشر، دین و جامعه‌شناسی دین است. او در فاصله سال‌های ۵۵ تا۵۸ به تحصیل دروس حوزوی در مدرسه علمیه مهدیه در مسجد مهدیه میدان شوش نزد استاد نیک صفت و به همراه سیدرضا حسینی امین، و نیز شرکت در درس‌های جعفر سبحانی در مدرسه چهلستون بازار به مدیریت حسن سعید، پرداخت و سال ۱۳۵۸–۱۳۵۹ در دانشکده علوم اسلامی (دارالقرآن و العتره) به تحصیل ادامه داد. و
در سال ۱۳۵۹–۱۳۶۰ دبیر دبیرستان‌های جنوب شهر(نازی‌آباد و جوادیه) شد. از اواخر ۱۳۶۱ به حوزه قم رفت و تحصیلات حوزوی تا درس خارج و شرکت کوتاه مدت در درس خارج حسینعلی منتظری را ادامه داد. از سال ۱۳۶۷ برای تدریس دروس عمومی از قم به دانشگاه‌های مختلف در تهران دعوت شد و به دلیل مقالات و کتاب‌های مرتبط با تاریخ معاصر در گروه تاریخ دانشگاه تربیت معلم هم دعوت به تدریس شد. همزمان، تحصیل در دانشگاه را آغاز و فوق لیسانس جامعه‌شناسی از دانشگاه علامه طباطبائی را اخذ کرد اما اجازه ادامه تحصیل در سطوح بالاتر به او داده نشد. در سال ۱۳۷۴ پس از ۸ سال تدریس به دلیل التزام به آزادی علمی در محیط کلاس‌ها به دستور حراست و نمایندگی ولی فقیه در میانه ترم از دانشگاه اخراج شد. در میانه دهه ۶۰ مدتی عضو بنیاد تاریخ انقلاب اسلامی بود. در دهه ۸۰ و ۹۰ نویسنده و عضو شورای علمی دانشنامه فرهنگ مردم و همچنین از نویسندگان دائرةالمعارف بزرگ اسلامی بود.

## فعالیت‌ها

### فعالیت مطبوعاتی
عماد الدین باقی گرچه در دهه ۶۰ ده‌ها مقاله در روزنامه‌های کیهان و اطلاعات نوشته و در همان دوران دارای دو کتاب جنجالی بود اما در حقیقت در کوران فعالیت‌های مطبوعات آزاد در فاصله سال‌های ۷۸ تا ۸۰ خود را بیشتر به افکار عمومی شناساند و به دلیل نگارش مقالاتی جدی در زمینه قتل‌های زنجیره‌ای و روحانیون مخالف جمهوری اسلامی، همراه با اکبر گنجی شهرتی بسیار یافت. عمادالدین باقی، ۲۸ کتاب و صدها مقاله را در روزنامه‌هایی چون کیهان و اطلاعات (در دهه ۶۰)، سلام و همشهری و فصلنامه حضور و هفته‌نامه پیام هاجر و هفته‌نامه یاد (در دهه ۷۰)، توس، جامعه، فتح، صبح امروز و جمهوریت و شرق (در دوران هشت ساله اصلاحات) در کارنامه ۳۵ ساله نویسندگی اش دارد و برخی کتاب‌های او به زبان عربی ترجمه و در کشورهای عربی منتشر شده یا در دست انتشار است. او بیش از ۲۵ سال برای مطبوعات قلم زده و سردبیری برخی نشریات را برعهده داشته‌است. باقی به دلیل مطالبی که در مطبوعات اصلاح طلب دربارهٔ موضوع اعدام و قصاص و قتل‌های زنجیره‌ای نوشته بود، در سال ۷۹ به دادگاه رفت.
عمده مقالات او در روزنامه‌های عصر آزادگان، خرداد و صبح امروز منتشر شد که هر سه در سال ۷۹ توقیف شدند و باقی همراه با عده‌ای از روزنامه‌نگاران به دادگاه فراخوانده و سرانجام زندانی شدند. از اوایل فروردین ۱۳۷۹ بازجویی‌های باقی توسط سعید مرتضوی قاضی شعبه ۱۴۱۰ مجتمع قضایی کارکنان دولت به ریاست محسنی اژه‌ای شروع شد. در اردیبهشت ماه دادگاه تشکیل و طی ۷ جلسه ۶ تا ۷ ساعته محاکمه شد. شاکیان خصوصی حاضر در دادگاه عبارت بودند از: علی فلاحیان، مصطفی پورمحمدی، خطیب مدیر کل اطلاعات قم، اصلانی وکیل روزنامه کیهان، محتشم مدیر مسئول نشریه لثارات ارگان انصار حزب‌الله، معاون نیروی انسانی وزارت اطلاعات، و شاکیان سازمانی دیگر عبارت بودند از سپاه پاسداران، سازمان صدا و سیما، نیروی انتظامی، وزارت اطلاعات، و رئیس وقت سازمان قضایی نیروهای مسلح.

### پیگیری و افشاگری قتل‌های زنجیره‌ای
مقالات عمادالدین باقی دربارهٔ قتل‌های زنجیره‌ای، در روزنامه‌های اصلاح‌طلب مانند خرداد، ابعاد گسترده این قتل‌ها را نمایان کرد.
او، در اولین مقاله‌ای که در زمینه قتل‌های زنجیره‌ای در روزنامه خرداد نوشته شد آورده‌است:
هرچند آدم‌ربایی‌ها و قتل‌های دو هفته اخیر تازگی ندارد و قبلاً نیز موارد متعددی روی داده که اغلب انعکاس نیافته‌است، اما موارد اخیر این تمایز را دارد که آشکارا برای مقابله با تحقق جامعه مدنی و آزادی‌های مصرح در قانون و شکست پروژه توسعه سیاسی خاتمی رخ می‌دهند. مباشران و آمران باید بدانند که هیچگاه راز هیچ قتلی -به ویژه از نوع سیاسی- مکتوم نمانده و تاریخِ این قبیل جنایت‌ها نشان داده‌است که عاملان و مباشرانِ این نوع قتل‌ها حتی اگر به دام عدالت نیفتند سرانجام بخاطر حفظ یا دفن اسرار به دست یاران و حامیان خود از میان خواهند رفت.— عمادالدین باقی، روزنامه خرداد، خرداد ۱۳۷۷
 مجموعه مقالات او در دو جلد منتشر شد که به سرعت تجدید چاپ می‌شد و به دستور مرتضوی توقیف و برای باقی و مدیر کل کتاب وزارت ارشاد و ناشر کتاب پرونده جدیدی تشکیل شد. مقاله‌ای دربارهٔ مرگ سعیدی سیرجانی و مقاله تحقیقی همه چیز برای قدرت در جلد دوم که دربارهٔ موضوع انفجار در حرم امام رضا و قتل کشیش‌ها و دستگیری بعضی از اعضای اخوان المسلمین بود از مهم‌ترین نوشته‌های این مجموعه است.

### فعالیت‌های مدنی
- تأسیس انجمن دفاع از حقوق زندانیان در سال ۱۳۸۲ و آغاز به کار رسمی آن از اردیبهشت ۱۳۸۳[۱۴]
- عضو شورای مرکزی انجمن دفاع از آزادی مطبوعات. ۱۳۸۱ تا۱۳۸۴[۱۵]
- تأسیس انجمن پاسداران حق حیات در سال ۱۳۸۴
- پیشنهاد ایده راه اندازی نهاد صلح و مشارکت در تأسیس انجمن زیتون (کانون صلح جویان ایران) در سال۱۳۸۵
- عضو انجمن جامعه‌شناسی ایران و شورای مدیریت گروه دین انجمن جامعه‌شناسی از آغاز تأسیس[۱۶]

### تأسیس انجمن دفاع از حقوق زندانیان
باقی در اولین دوره زندان، ابتدا توسط سعید مرتضوی به ۷ سال و نیم زندان(۵ سال و نیم تعزیری و ۲ سال تعلیقی که در تجدید نظر این ۲ سال هم تعزیری شد) محکوم گردید. ۴ سال برای مقاله اعدام و قصاص، ۳ سال برای مقالات قتل‌های زنجیره‌ای و ۶ماه توهین به شورای نگهبان (نکته: مقدمه کتاب اعدام و قصاص) و در حالی که در زندان به‌سر می‌برد در دادگاه تجدید نظر به ۳ سال کاهش یافت. او که از ۷ خرداد ۱۳۷۹ به زندان رفته بود روز ۱۷ بهمن ۱۳۸۱ از زندان آزاد شد. هنوز مدتی از آزادی باقی نگذشته بود که او «انجمن دفاع از حقوق زندانیان» را تشکیل داد و در اولین جلسه از سوی هیئت مدیره به عنوان رئیس این انجمن انتخاب شد. انجمن دفاع از حقوق زندانیان که باقی پایه‌گذار آن بود، انجمنی غیردولتی، غیرسیاسی است که خدمات مختلف فرهنگی، خدماتی و حقوقی به زندانیان ارائه می‌کند و این انجمن اولین NGO غیردولتی در خصوص حمایت از زندانیان است.
پس از این دوره او تلاش‌های زیادی برای زندانیان (سیاسی و غیرسیاسی) و لغو حکم اعدام انجام داد. باقی از جمله معدود فعالان سیاسی داخل کشور بود که با «مجازات اعدام» مخالفت کرد. وی مقالات زیادی در این خصوص نوشت.
انجمن دفاع از حقوق زندانیان طی چند سال فعالیت خود بیانیه‌های مختلف و نامه‌های سرگشاده یی دربارهٔ وضعیت زندان‌ها و زندانیان منتشر کرد و نامه‌های مختلفی به مقامات سازمان زندان‌ها دربارهٔ زندانیان یا وضعیت زندان‌ها نوشته‌است.
همچنین سخنگویان این انجمن مصاحبه‌های مختلفی دربارهٔ وضعیت زندانیان و زندان‌های کشور انجام داده‌اند و برای متهمان سیاسی و غیرسیاسی وکیل گرفته‌اند. از سوی دیگر انجمن چندین بار از مقامات قضایی درخواست بازدید از زندان‌های کشور را کرده‌است که تا کنون با این درخواست موافقت نشده‌است.
این انجمن از سوی جمهوری اسلامی متهم به «تبلیغ علیه نظام» می‌باشد. در سال ۱۳۸۸ در پی دستگیری‌های گسترده‌ای که انجام شد و بسیای از احزاب و انجمن‌ها توقیف شدند دفتر این انجمن هم پلمپ شد اما اعضای انجمن به صورت غیررسمی به فعالیت‌های خود در زمینه کمک به زندانیان ادامه دادند و عده‌ای از وکلا همکاری نزدیک با باقی را ادامه دادند.
فریده غیرت عضو هیئت مدیره انجمن دربارهٔ این اتهام می‌گوید؛ آن‌ها می‌توانند اشکال بگیرند که چرا از حقوق زندانیان دفاع می‌شود و پاسخ ما این است که دفاع از حقوق زندانیان نه جرم است و نه ممنوعیت قانونی دارد، زیرا هر زندانی ولو اینکه اتهامش قتل نفس باشد، حق و حقوقی را داراست و باید با او مثل انسان رفتار کرد تا حکم قطعی اش صادر شود. اگر منصفانه و خارج از هرگونه جوسازی که برخی رسانه‌ها علیه انجمن به راه می‌اندازند، فعالیت‌های این نهاد را مورد بررسی قرار دهیم به این نتیجه می‌رسیم که این اتهامات واهی و بی‌اساس است زیرا اعضای هیئت مدیره و امنای انجمن از آغاز خود را ملزم به رعایت قوانین کشور کرده‌اند.
اعضای انجمن به کرات تأکید کرده‌اند هدف ما از تأسیس این انجمن دفاع از کل زندانیان اعم از سیاسی و غیرسیاسی بوده و در چارچوب قانون عمل کرده‌ایم.
باقی در نامه‌ای که ۳۰ آبان ۱۳۹۲ به فرانسوا اولاند، رئیس‌جمهور وقت فرانسه نوشت، از وی درخواست کرد از مواضع سختگیرانه‌اش در قبال مذاکرات با دولت جدید ایران که با شعار گسترش حقوق بشر و تعاملات بین‌المللی فعالیت خود را آغاز کرده‌است، صرف نظر کند و مذاکراتی سازنده با دولت ایران را در پیش بگیرد که این امر منجر به تحقق وضعیت حقوق بشر در ایران نیز خواهد بود.
فعالیت‌های نظری باقی در زمینه حقوق بشر با تعداد زیادی مقالات و کتاب‌ها خصوصاً در زمینه اعدام و زندان طبق برآورد یکی از نویسندگان بیشترین حجم تولید ادبیات در زمینه حقوق بشر را در ایران تشکیل می‌دهد

### اعتراض به موج اعدام‌ها
شهریور ماه ۸۶ که پس از آغاز طرح موسوم به امنیت اجتماعی و دستگیری عده گسترده‌ای اعدامهای گسترده آغاز گردید، وی در نامه‌ای به احزاب و نهادهای اصلاح طلب خواستار عدم سکوت در برابر این اعدامها شد.
همچنین در چندین مصاحبه و نامه‌های سرگشاده‌ای به اعدام‌ها و از جمله اعدام عده‌ای از محکومان جرائم امنیتی در خوزستان اعتراض کردکه منجر به بازداشت دوباره او شد و بیش از ۳ ماه از حبس یکساله‌اش را در سلول انفرادی گذراند.

## نظرات

### در مورد همجنس‌گرایان
در واکنش به تصویری از دو شخص همنجسگرا (کنچیتا وورست و همسرش) توییتر، عمادالدین باقی ازدواج این دو همجنس را «چندش‌آور» خواند. استفاده از این واژه توسط او، با انتقادهای شدید کاربران ایرانی و فعالان حقوق بشر، اقلیت‌های جنسی و جنسیتی همراه شد. او در ادامه دفاع از حقوق همجنسگرایان را با دفاع از حقوق «قاتل و زندانی مجرم» مقایسه کرد و نوشت: «ما وقتی از حقوق قاتل و زندانی مجرم دفاع می‌کنیم به معنی دفاع از عمل او نیست. از نظر من عمل ازدواج دو همجنس چندش‌آور است و این غیر از دفاع از حقوق آنهاست.» کاربران در فضای مجازی باقی را متهم به نفرت‌پراکنی کردند و او را هموفوب خواندند. او در توجیه اقدام خود، این عکس را یک «عکس عجیب» و «زنگ خطر مسخ انسانیت» توصیف کرده بود و نوشت: «یک مدافع حقوق بشر نمی‌تواند نسبت به مسخ انسانیت بی‌تفاوت باشد.»
یک روز بعد توییتر حساب کاربری عمادالدین باقی را به علت نفرت‌پراکنی و هم‌جنس‌گراستیزی به مدت ۴۸ ساعت تعلیق کرد. صفحه رسمی جایزه مارتین انالز که در سال ۲۰۰۹ جایزه را به این روزنامه‌نگار اهدا کرده بود هم در واکنش به این نفرت‌پراکنی گفته به این واکنش توجه خواهد کرد و مسئله را به‌طور جدی پیگیری می‌کند.

### در خصوص جریان‌سازی مجازی
شهریور ۱۴۰۰، طی مصاحبه‌ای عمادالدین باقی نظرات خود را دربارهٔ پروندهٔ نوید افکاری و حمایت‌های مجازی و توفان توییتری «اعدام نکنید» برای توقف حکم اعدام وی بیان کرد. در این مصاحبه، باقی مدعی شد که هشتگ‌های مردم در حمایت از نوید افکاری و به‌طور کلی‌تر تمام موارد مشابه، نتیجهٔ عکس به‌همراه داشته و موجب از دست رفتن جان آن‌ها می‌شوند. این ادعا واکنش‌های زیادی در رسانه‌ها و شبکه‌های اجتماعی در پی داشت. سعید دهقان (وکیل خانوادهٔ افکاری) به این ادعا واکنش نشان داده و گفت: «آیا می‌توان مردم و فعالان را مقصر دانست؟ با اینکار مسئولیت را از دوش مسئولین برخواهیم داشت.» نعمت احمدی و محمد اولیایی‌فرد از جمله حقوق‌دانان و وکلای دادگستری بودند که به این ادعا واکنش نشان‌دادند.

## زندان
۹ مرداد ۱۳۸۶ وکیل وی در گفتگو با خبرگزاری ایسنا گفت که وی در نتیجه فعالیت‌های حقوق بشری خود به ۳ سال زندان محکوم شده‌است. وی از سوی شعبه ششم دادگاه انقلاب در تاریخ ۸ خرداد ۱۳۸۶ به اتهام اجتماع و تبانی به قصد برهم زدن امنیت کشور به دو سال حبس و به اتهام تبلیغ علیه نظام با فعالیت تبلیغی به نفع گروه‌های مخالف به یک سال حبس محکوم شده بود. همسر و دختر وی نیز به زندان محکوم شدند. در ۲۲ مهر ۱۳۸۶ بازداشت شد و به زندان اوین برای تحمل حبس منتقل شد. وی روانه یکی از سلول‌های بازداشتگاه ۲۰۹ امنیتی شد.
وی به عنوان رئیس هیئت مدیره انجمن دفاع از حقوق زندانیان به اتهام تبلیغ علیه نظام و انتشار اسناد محرمانه دولتی از طریق همایش‌ها و سخنرانی‌ها از قول زندانیان بندهای امنیتی، مورد بازپرسی قرار گرفت و در نهایت رئیس شعبه ششم دادگاه انقلاب برای باقی وثیقه‌ای به مبلغ ۵۰ میلیون تومان صادر کرد. وثیقه مورد نظر در حال تأمین از سوی خانوادهٔ وی بود که مأموران اجرای احکام زندان اوین در محل شعبه حاضر شدند و اعلام کردند باقی از سال ۱۳۸۲ تا کنون یک سال حکم تعلیقی اجرانشده دارد که باید همین امروز اجرا شود. این حکم به دلیل سخنرانی وی دربارهٔ نظارت استصوابی شورای نگهبان در آستانهٔ مجلس هفتم بود که به اتهام تعریض به این نهاد صادر شده بود. با این وجود صالح نیکبخت وکیل وی نیز بعد از جلسه بازپرسی باقی به ایسنا گفته بود، ما تصور می‌کردیم دادستانی تهران با درخواست تبدیل حکم محکومیت به مجازات دیگر موافقت کرده‌اند که این نادرست بود و به همین جهت مأموران اجرای احکام باقی را به مکانی دیگر منتقل کردند. به گفته وی باقی از زمانی که بعد از تحمل کیفر سه ساله آزاد شده بود در مقالات و نوشته‌های خود و همچنین در انجمن دفاع از حقوق زندانیان بر رعایت قوانین و مقررات جاری کشور تأکید می‌کرد. با این وجود در طول چهار سال گذشته ۲۳ بار احضار یا محاکمه شده‌است و با توجه به اینکه نه امکان کار در کشور را داشت و نه اجازه انتشار کتاب‌هایش به او داده می‌شد، عملاً محدودیت‌های زیادی داشت. به هر حال وی ۲۲ مهر روانهٔ یکی از سلول‌های بازداشتگاه ۲۰۹ امنیتی شد. وی به نگهداری‌اش در ایزوله کامل اعتراض کرد تا جایی که در نامه‌ای به رئیس قوه قضائیه نوشت؛ در حالی که بر فرض منطقی‌بودن حکم باید به بند عمومی اوین منتقل می‌شدم مرا بدون قرار بازداشت به بازداشتگاه ۲۰۹ بردند و دو ماه و نیم آنجا بودم تا اینکه پس از دو حمله عصبی در سلول به بیمارستان و از آنجا به بند عمومی انتقال یافتم.
به دلیل همین بیماری حاد ناشی از دوره انفرادی در یکی از سلول‌های ویژه بود که به باقی مرخصی استعلاجی داده شد اما در همین دوره مرخصی استعلاجی باقی پنج بار برای پرونده‌های مختلف به دادگاه رفت و بعد از آن دوباره به زندان بازگردانده شد.
۱ آبان ۱۳۸۶، سازمان صدا و سیما که سابقه جوسازی علیه آزادیخواهان را نیز دارا می‌باشد در اخبار ۲۰:۳۰ خود تلاش کرد تا با سانسور کردن اعتراضات داخلی و خارجی به بازداشت باقی، صرفاً اعتراض وزارت خارجه آمریکا را انعکاس داده و چهره وی را مخدوش کند.
همچنین نامهٔ وی به شاهرودی رئیس قوه قضائیه که در آن به فشارها و تهدیدهای تکان‌دهنده علیه خود اشاره کرده بود منتشر شد.
در تاریخ ۲۴ آبان وکیل وی ضمن اشاره به فشارها علیه وی اعلام کرد که او از این پس اعتصاب غذا را آغاز خواهد کرد.
همچنین در گردهم‌آیی که در انجمن صنفی روزنامه‌نگاران برای باقی برگزار گردید، ابراهیم یزدی گفت که ایران به واقع آزادترین کشور جهان است، چون حاکمانش هر چه بخواهند می‌کنند.
در ۷ آذر خانواده وی که برای ملاقات به زندان اوین رفته بودند با برخورد نامتعارف زندانبانان مواجه شدند. آنان را وادار به درآوردن لباس زیر خود پس از ملاقات برای بازرسی کرده بودند. پس از بازتاب یافتن اعتراضات خانواده باقی وی ممنوع الملاقات شد.
انجمن دفاع از حقوق زندانیان از انتقال باقی به بند ۲۰۹ زندان اوین تعجب کردند چرا که به گفته آنان اگر او برای سپری شدن محکومیت یک ساله خود به زندان رفته چرا در بند ۲۰۹ نگهداری می‌شود و بازجویی به چه علتی است؟ به گفته آنان باقی پنج سال است که ممنوع‌الخروج است و از کشور بیرون نرفته، در حالی که حکم محکومیتی برایش صادر شده که علت آن سفر به دوبی و شرکت در همایش عنوان شده‌است. اما در این برنامه خانواده وی به تصور اینکه برنامه از سوی سازمان ملل برگزار می‌شود حضور پیدا کرده بودند و پس از مشاهده جو ضدایرانی، همایش را به نشانه اعتراض ترک کردند. اما عمادالدین باقی طی بازداشتش در نامه‌ای به رئیس قوه قضائیه به بیان موارد نقض حقوق شهروندی خود و خانواده اش پرداخت. این نامه ابتدا در آبان ماه سال ۱۳۸۳ به صورت غیرعلنی برای رئیس قوه قضائیه ارسال شده بود، در دوره بازداشتش تصمیم گرفت متن آن را با برخی حذف و اضافات علنی کند. وی در این نامه به اصول نوزدهم تا چهل و دوم را که در فصل سوم قانون اساسی تحت عنوان حقوق ملت آمده‌است، اشاره و یادآوری کرد نقض این اصول برای خود و خانواده اش و بسیاری از فعالان سیاسی وجود داشته‌است.
در هر حال در دو ماه پایانی حبس باقی به رغم نظریه پزشکان مبنی بر دور نگه داشتن وی از محیط استرس و همچنین در حالی که بهداری زندان در حال اعزام وی به بیمارستان قلب بود، ناگهان برای دومین بار به یکی از سلول‌های بسته بازداشتگاه ۲۰۹ منتقل شد که این بار نیز اعتراضاتی را در داخل و خارج برانگیخت.
انتشار نامه همسر او (فاطمه کمالی سرایی) خطاب به رئیس قوه قضائیه که در آن به ۲۴ مورد محدودیت‌های ایجاد شده علیه باقی در سال‌های اخیر اشاره کرده بود، انعکاس وسیعی یافت. یکی از موارد ۲۴ گانه مورد اشاره ۵۵ بار رفتن باقی به دادگاه بود که در صورت افزودن تعداد محاکمات و احضارهای خانواده او و بازجویی‌های داخل زندان به ۷۷ مورد می‌رسد. در دور جدید انتقال به بند ۲۰۹ به دلیل اینکه قانون حقوق شهروندی زدن چشم‌بند را ممنوع کرده‌است و در نتیجه امتناع باقی از زدن چشم‌بند، به مدت ۴ روز امکان خروج از سلول برای استفاده از دستشویی به او داده نشد و دچار مشکلاتی از ناحیه کلیه و مثانه شد. در مدت ۲۰ روز نگهداری در آنجا و در شرایطی که به دلیل محدودیت‌های ناشی از نزدن چشم‌بند ناچار از امساک در غذاخوردن بود و دو بار دچار حادثه حمله شد، مجدداً به بند عمومی انتقال یافت. این بار به دلیل حاد شدن مشکل دیسک کمر و درد عصب سیاتیک در بند عمومی تحت فیزیوتراپی قرار گرفت و در حالی که سه هفته تا پایان حبس او باقی‌مانده بود به مرخصی ۱۰ روزه اعزام شد ولی با پیگیری‌های انجام شده این مرخصی تا ۱۷ مهر ۱۳۸۷ که طبق تقویم زندان زمان پایان حبس او بود، تمدید شد.
باقی پس از انتخابات ریاست جمهوری دهم و در پی بازداشتهای پرشمار فعالان، و روزنامه‌نگاران ساکت نماند و مقالات متعددی در روزنامه‌های اعتماد ملی، اعتماد و روزنامه ارمان روابط عمومی به چاپ رساند. محمد قوچانی داماد باقی در میان بازداشت شدگان بود. باقی در روز دوشنبه هفتم دیماه، فردای عاشورای خشونت بار بازداشت شد. به گفته همسر وی، عمادالدین باقی به وسیلهٔ حکم موهومی که به امضای دادستان وقت تهران رسیده بود (به تاریخ روز فوت حسینعلی منتظری) و با عنوان پیشگیری از حوادث پس از فوت حسینعلی منتظری، بازداشت شد.

### آزادی از زندان
عمادالدین باقی که این بار برای ۷ سال حبس (یکسال محکومیت قبلی و ۶ سال محکومیت برای مصاحبه با حسینعلی منتظری) به زندان رفته بود در ۳۰ خرداد ۱۳۹۰ آزاد شد. وکیل مدافع عمادالدین باقی خبر داد که وی از اتهام تبانی علیه امنیت کشور تبرئه و از زندان آزاد شده‌است.
با حذف ۵ سال حبس برای اجتماع و تبانی، دو حکم یکساله طبق قانون تجمیع شد و با تحمل یکسال از آن آزاد گردید. در مجموع در چندین پرونده ۱۸ سال و نیم حکم زندان دریافت کرد که ۵ سال و ۱۹ روز اجرا و از بقیه مبری شد.

## جوایز
جوایز دریافتی عمادالدین باقی، شامل موارد زیر است:
- بنیاد جوایز مطبوعاتی بریتانیا، عماد الدین باقی روزنامه‌نگار ایرانی و فعال حقوق بشر را به عنوان روزنامه‌نگار بین‌المللی سال ۲۰۰۸ برگزید. او هنگام اعلام خبر در مرخصی استعلاجی زندان بود. وی طی پیامی گفت: «من از سرزمینی با شما سخن می‌گویم که با وجود تاریخ یکصد و پنجاه سال تلاش برای آزادی و دموکراسی هنوز طعم تلخ توقیف مطبوعات را در کام خویش می‌چشد و در ده سال اخیر حدود یکصد و پنجاه نشریه توقیف شده‌اند در حالی که اغلب آن‌ها هیچ خصومتی با نظام جمهوری اسلامی ایران نداشته و در نهایت منتقدانی مستقل و اصلاح طلب بوده‌اند.»

باقی سپس در مراسمی که توسط کمیته پیگیری بازداشت‌های خودسرانه عقیدتی- سیاسی برگزار شده بود شرکت کرد و از طرف این کمیته لوح یاد بودی به پاس پی‌گیری‌ها و مقاومت پروین تاجیک، مادر دانشجوی زندانی احسان منصوری، به وی اهدا کرد. او سپس توسط جمعی از فعالان حقوق بشر تا زندان اوین بدرقه شد.
- دریافت جایزه شجاعت مدنی از بنیاد پارکینسون در سال ۱۳۸۳
- دریافت جایزه کمیسیون ملی حقوق بشر فرانسه
- دریافت جایزه مارتین انالز سال ۲۰۰۹ (این جایزه هر سال برای گرامیداشت یاد مارتین انالز سومین دبیرکل عفو بین‌الملل اهدا می‌شود) وی اولین کسی بود که به دلیل ممنوع‌الخروج بودن از گرفتن جایزه خود به‌طور حضوری محروم گردید.[۴۳][۴۴]